# Cestovní pas Spojeného království

Cestovní pas Spojeného království

Britský pas je cestovní doklad vydaný Spojeným královstvím nebo jinými britskými závislými zeměmi a územími jednotlivcům s jakoukoli formou britské národnosti. Uděluje nositeli mezinárodní průchod v souladu s vízovými požadavky a slouží jako doklad o státním občanství. Usnadňuje také přístup ke konzulární pomoci britských ambasád po celém světě. Pasy jsou vydávány s použitím královské výsady, kterou vykonává vláda Jeho Veličenstva; to znamená, že udělení cestovního pasu je výsadou, nikoli právem, a může být za určitých okolností odebráno. Pasy britských občanů vydává ve Spojeném království Pasový úřad Jeho Veličenstva, agentura ministerstva vnitra, od roku 2014. Všechny pasy vydané ve Spojeném království od roku 2006 byly biometrické.
Dědictví Spojeného království jako imperiální mocnosti vyústilo v několik typů britské národnosti a v důsledku toho existují různé typy britských pasů. Kromě toho každá z korunních závislostí a zámořských území vydává své vlastní varianty britských pasů těm, kteří mají vazby na jejich jurisdikce, které se od pasů varianty pro Spojené království nepatrně liší. Všechny britské pasy umožňují držiteli požádat o konzulární pomoc od britských ambasád a v některých případech od některých velvyslanectví Commonwealthu. Britští občané mohou používat svůj pas jako důkaz o právu pobytu ve Spojeném království .
Mezi lety 1920 a 1992 byla standardním provedením britských pasů tmavě modrá brožura v pevné vazbě s královským erbem zdobeným zlatem. Od roku 1988 Spojené království přijalo strojově čitelné pasy v souladu s normou Mezinárodní organizace pro civilní letectví 9303. V této době byla také změněna barva pasu na vínově červenou, aby byla v souladu s pasy Evropského společenství ostatních členských států . Předchozí modrý vázaný pas byl nadále vydáván společně s novým designem až do vyčerpání zásob v roce 1992. V březnu 2020 byl představen nový námořní modrý pas s kontinuitním designem vycházejícím z předchozího modrého pasu naposledy vydaného v roce 1992. Tento návrh byl nafázován v průběhu několika měsíců a po zavedení se plánovalo, že všechny vydávané pasy by měly být do poloviny roku 2020 modré. Všechny pasy jsou nyní vydávány s modrým vzorem a vyrábí je společnost Thales DIS (dříve Gemalto) v Polsku.  
Britští občané mají bezvízový styk nebo vízum při příjezdu do 188 zemí a území; mezinárodní přístup dostupný britským občanům je podle Indexu vízových omezení z roku 2023 na šestém místě na světě. Od zavedení biometrických pasů v roce 2006 se každých pět let zavádí nový design.

## Vízové požadavky

Vízové požadavky britských občanů
Britské ostrovy (Spojené království, Ostrov Man, Guernsey, Jersey a Gibraltar) – Right of abode
Irsko (Common Travel Area) – Svoboda pohybu
Vízum není třeba / ESTA / eTA / eVisitor
Vízum dostupné při příjezdu i online
Vízum udělována při příjezdu
eVisa
Vízum nutné předem

## Galerie

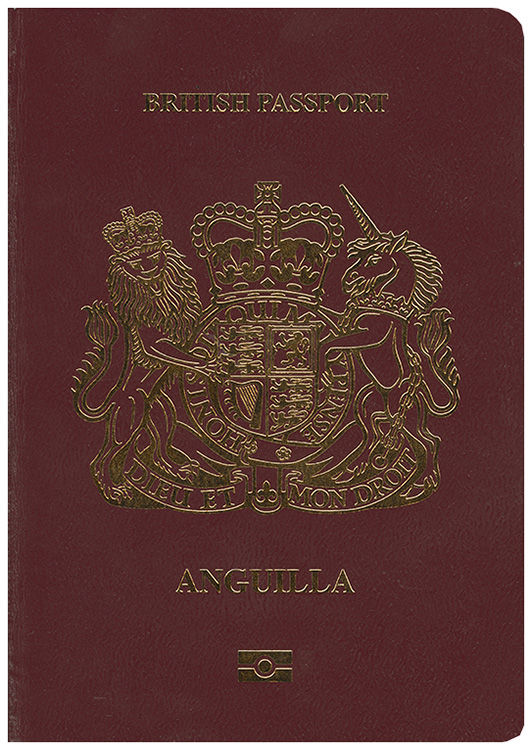
Anguillský cestovní pas
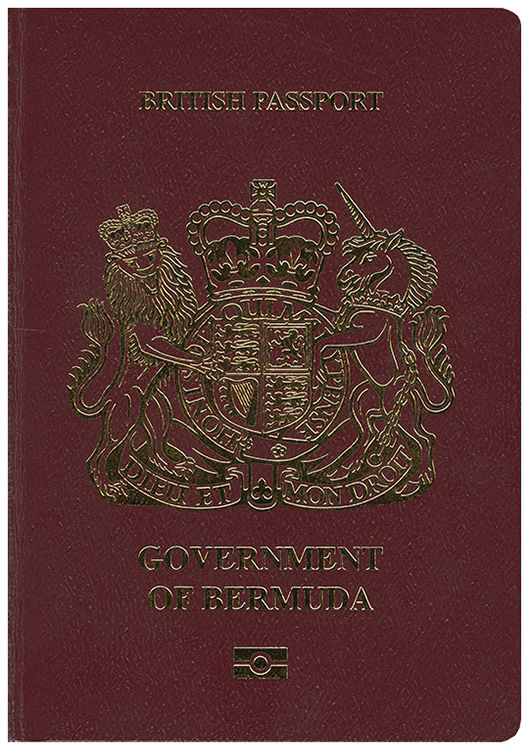
Bermudský cestovní pas
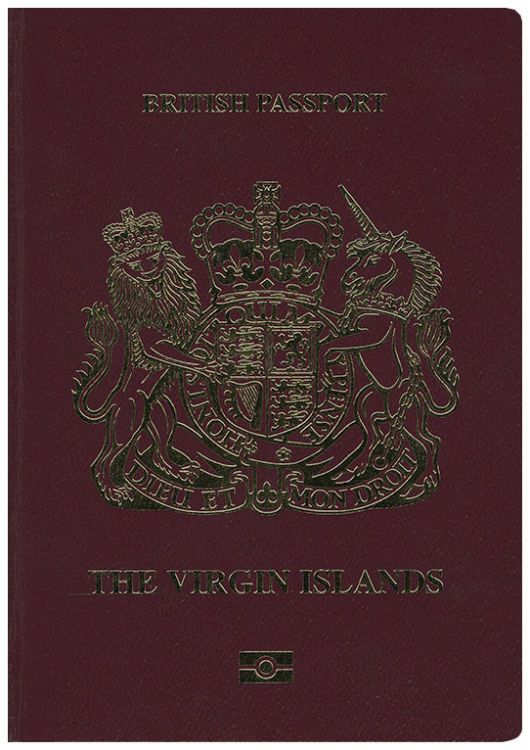
Virginský cestovní pas
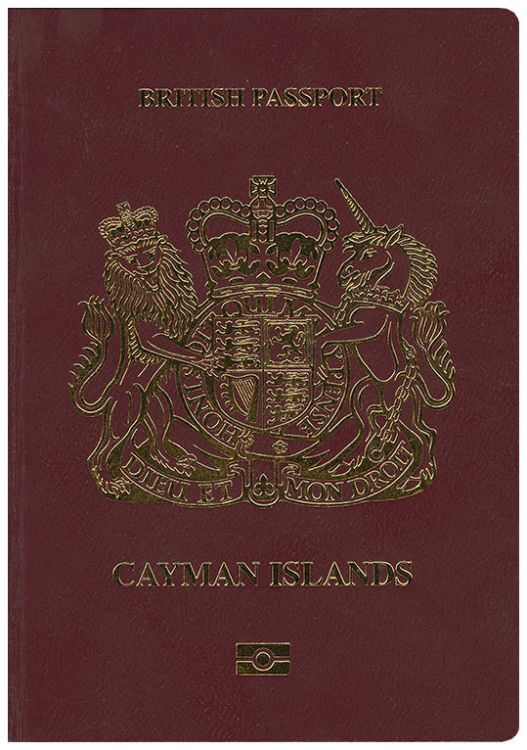
Kajmanský cestovní pas
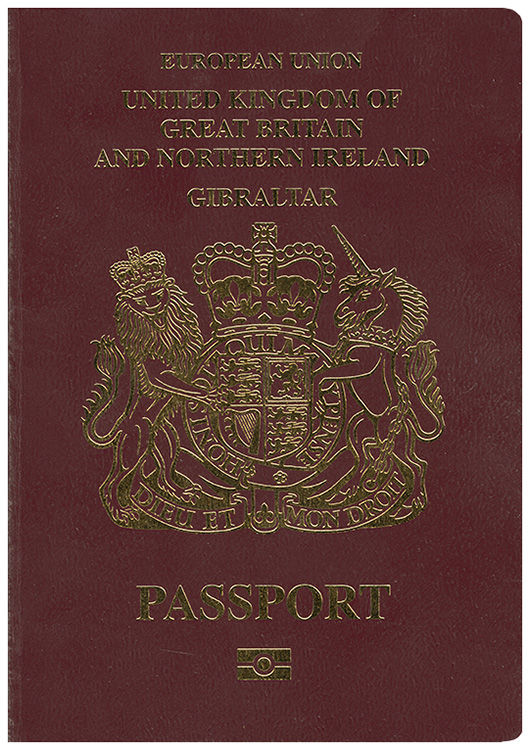
Gibraltarský cestovní pas
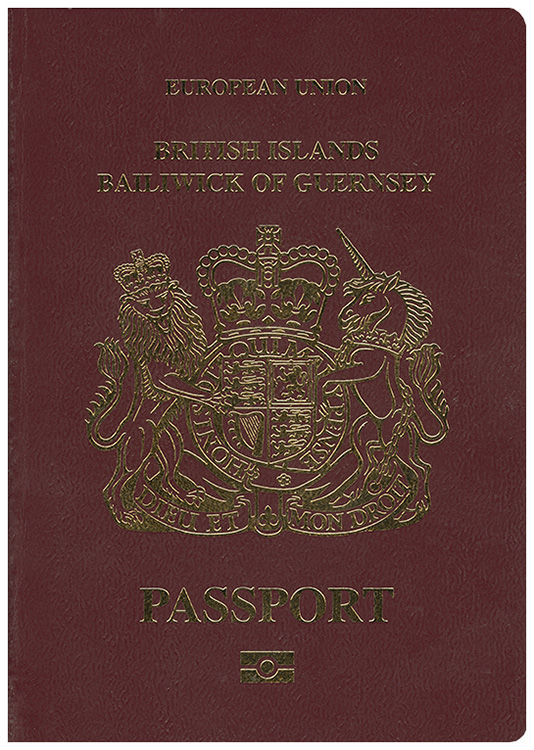
Guernseyský cestovní pas
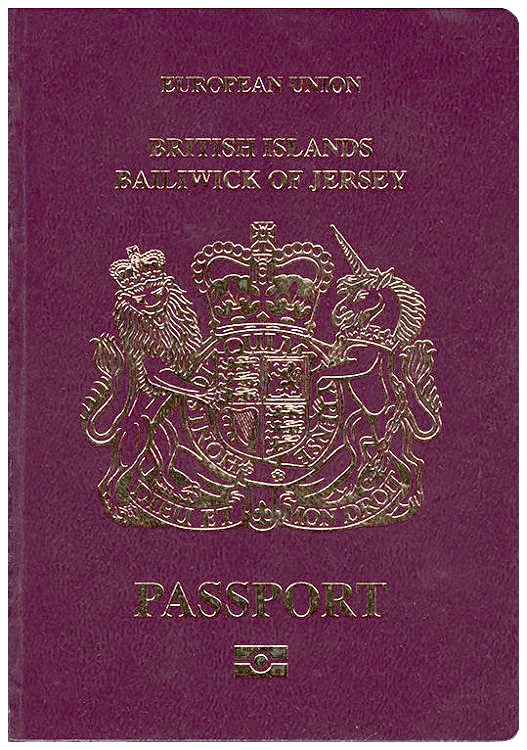
Jerseyský cestovní pas
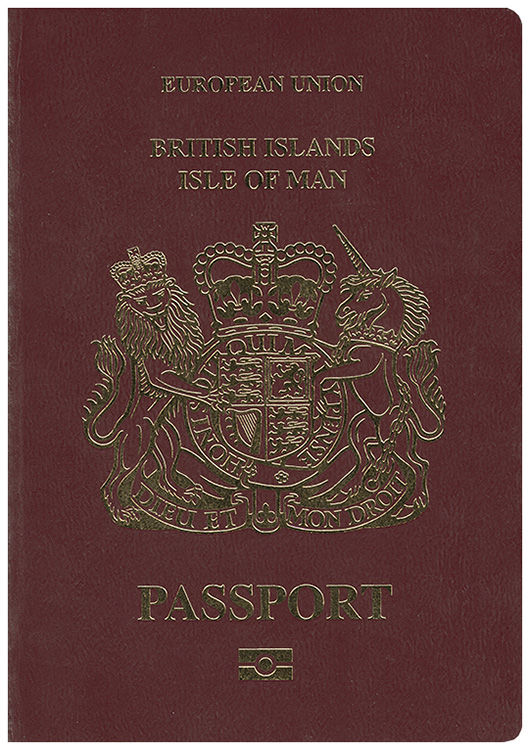
Manský cestovní pas
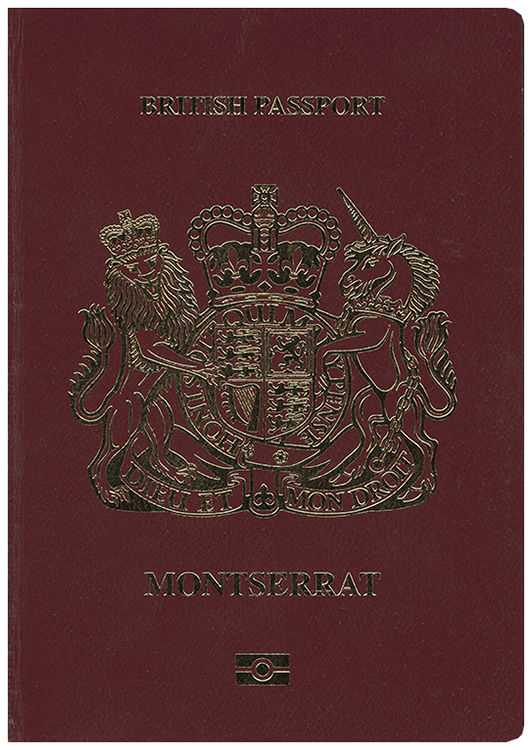
Montserratský cestovní pas
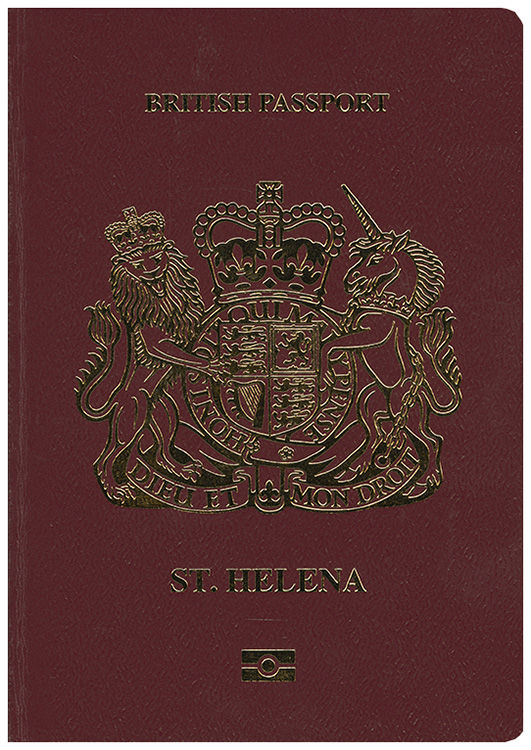
Cestovní pas Svaté Heleny
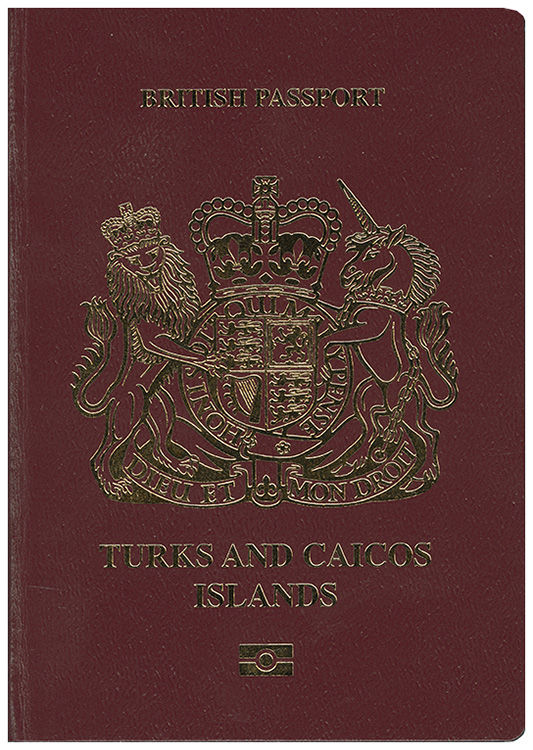
Turks and Caicos Islands passport